# Bulbophyllum adjungens
Bulbophyllum adjungens là một loài phong lan thuộc chi Bulbophyllum.